# 眉毛
眉毛是位於眼睛以上，順著眉弓的形狀而長出來的毛髮。

## 功能
眉毛的主要功能是防止水流入眼睛，大多是“汗”水和“雨”水。眉毛邊緣彎曲的形狀和眉尖所指的方向，可以確保水滴沿著臉的兩旁和鼻子上流過，而不會流入眼睛裡。現在人類稍微突出的眉弓也仍然在此類功能上扮演著支援的角色。和眉毛一樣，眉弓也為眼睛一起遮蔽過日光。
眉毛也阻擋了頭皮屑和其他微小的細屑，以防其掉入眼睛中；亦提供了一個更加敏感的感官來感覺在眼睛周圍的一些東西，如小昆蟲等。
眉毛在表情語言溝通上亦有著一種很重要的輔助作用，可加強如驚訝或生氣等情緒的表達。

## 眉毛修剪
歷史上東亞國家曾有將天生的眉毛剃去，再用墨水畫眉毛的習俗，被稱為「引眉」。而在今日，某些人會用鑷子來拔眉毛，以維持「纖細」及時髦的形狀；上蠟也是一種「整理」眉毛的方式。這兩種修眉方式一開始都會很痛，但隨著次數的增加，痛覺會慢慢遞減或適應痛覺，而一再地被使用。

## 另見
- 開臉

## 延伸阅读
[在维基数据编辑]
 《欽定古今圖書集成·明倫彙編·人事典·眉部》，出自陈梦雷《古今圖書集成》